# Al-Hazm
Al-Hazm (arab. الحزم) – miasto w Jemenie, stolica muhafazy Al-Dżauf. Według danych z 2013 roku liczyło ok. 18 tys. mieszkańców.